# Оли Палола
Оли Палола (фин. Olli Palola; 8. април 1988, Оулу, Финска) професионални је фински хокејаш на леду који игра на позицији десног крила (нападач).
Тренутно игра за финску екипу ХК Тапара (од сезоне 2011/12) из Тампереа, у Хокејашкој лиги Финске. 
Са сениорском репрезентацијом Финске освојио је сребрну медаљу на Светском првенству 2014. у Минску.

## Каријера
Целу своју професионалну каријеру Палола је провео у Финској, где је играо за екипе Илвеса, Луко Рауме (бронзана медаља у сезони 2010/11) и Тапаре (сребрне медаље у сезонама 2012/13. и 2013/14) у Хокејашкој лиги Финске. 

### Репрезентативна каријера
Био је део сениорске репрезентације Финске која је освојила сребрну медаљу на Светском првенству 2014. у Минску. На том турниру Палола је одиграо свих 10 утакмица и постигао 4 гола. 